# Клингонски език
Клингонският език е изкуствен език, направен за извънземните клингони във вселената на Стар Трек. Само няколко души могат да говорят езика достатъчно добре, за да общуват на него. Езиковият институт на Клингон помага на хората да научат езика.

## История
Първите думи на клингонски са написани от актьора Джеймс Дохан през 1979 г. за първия филм на Стар Трек. Когато през 1984 г. е направена трета част, Джийн Родънбери иска да направи собствен език за клингоните. Така лингвистът Марк Окранд създава клингонския език и написва няколко книги за езика.

## Граматика
| Латински | Клингонски | МФА  |
| -------- | ---------- | ---- |
| a        |            | /ɑ/  |
| b        |            | /b/  |
| ch       |            | /t͡ʃ/ |
| D        |            | /ɖ/  |
| e        |            | /ɛ/  |
| gh       |            | /ɣ/  |
| H        |            | /x/  |
| I        |            | /ɪ/  |
| j        |            | /d͡ʒ/ |
| l        |            | /l/  |
| m        |            | /m/  |
| n        |            | /n/  |
| ng       |            | /ŋ/  |
| o        |            | /o/  |
| p        |            | /pʰ/ |
| q        |            | /qʰ/ |
| Q        |            | /q͡χ/ |
| r        |            | /r/  |
| S        |            | /ʂ/  |
| t        |            | /tʰ/ |
| tlh      |            | /t͡ɬ/ |
| u        |            | /u/  |
| v        |            | /v/  |
| w        |            | /w/  |
| y        |            | /j/  |
| ʼ        |            | /ʔ/  |

Клингонският език се чувства като говорене назад. Марк Окранд иска езикът да бъде възможно най-сложен, за да звучи много извънземно. Редът на думите в изречение винаги е обект-глагол-предмет. Така изречението „виждам котката“ на клингонски би звучало „котката виждам аз“.
Този език използва много срички, които са прикачени към думата:
| Клингонски | Български |
| ---------- | --------- |
| qet        | тичам     |
| maqet      | тичаме    |
| maqetbe’   | не тичаме |

## Писане
Когато се пише на клингонски, някои букви винаги са главни, а други винаги малки. Това никога не се променя, защото буквите се изговарят различно, когато са написани по различен начин.
|  | Тази страница частично или изцяло представлява превод на страницата Klingon language в Уикипедия на опростен английски. Оригиналният текст, както и този превод, са защитени от Лиценза „Криейтив Комънс – Признание – Споделяне на споделеното“, а за съдържание, създадено преди юни 2009 година – от Лиценза за свободна документация на ГНУ. Прегледайте историята на редакциите на оригиналната страница, както и на преводната страница, за да видите списъка на съавторите. ВАЖНО: Този шаблон се отнася единствено до авторските права върху съдържанието на статията. Добавянето му не отменя изискването да се посочват конкретни източници на твърденията, които да бъдат благонадеждни. |